# Пинигина, Мария Джумабаевна
Мари́я Джумаба́евна Пини́гина (в девичестве — Кульчуно́ва, 9 февраля 1958, Ивановка, Киргизская ССР) (ныне 1-е мая, Ат-Башинский район, Нарынской области Киргизской республики) — советская легкоатлетка, олимпийская чемпионка в эстафете 4×400 метров. Заслуженный мастер спорта СССР (1984).

## Карьера
На Олимпиаде в Сеуле вместе с Татьяной Ледовской, Ольгой Назаровой и Ольгой Брызгиной установила мировой рекорд в эстафете 4×400 метров — 3:15.17. Это достижение держится до сих пор.
Также становилась бронзовым и серебряным призёром чемпионатов мира — в 1983 и 1987 году.

## Личная жизнь
Замужем за Павлом Пинигиным. У них есть три сына.